# Liste von Persönlichkeiten der Stadt Treviso
Diese Liste enthält in Treviso geborene Persönlichkeiten sowie solche, die in Treviso gewirkt haben, dabei jedoch andernorts geboren wurden. Die Liste erhebt keinen Anspruch auf Vollständigkeit.

## In Treviso geborene Persönlichkeiten

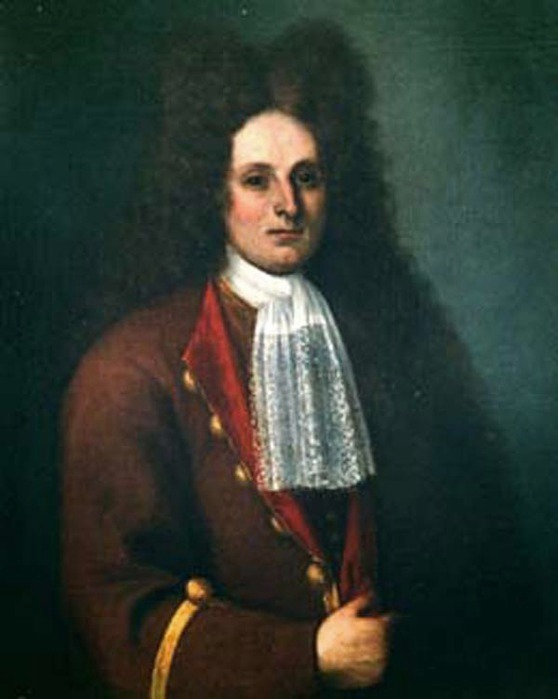
Jacopo Riccati

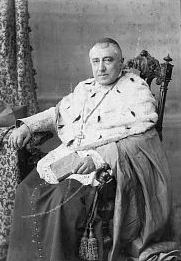
Domenico Agostini

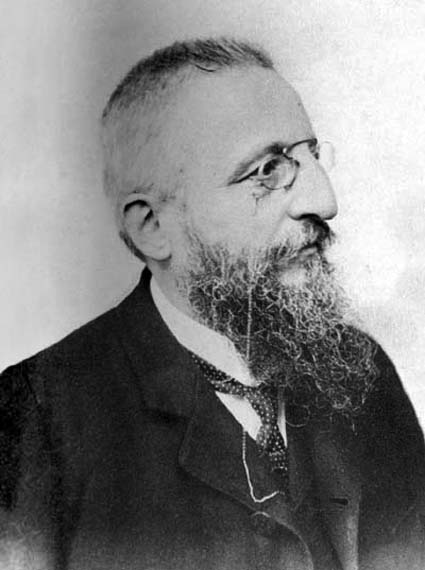
Pier Andrea Saccardo

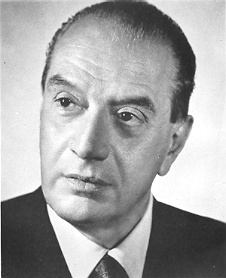
Bruno Visentini

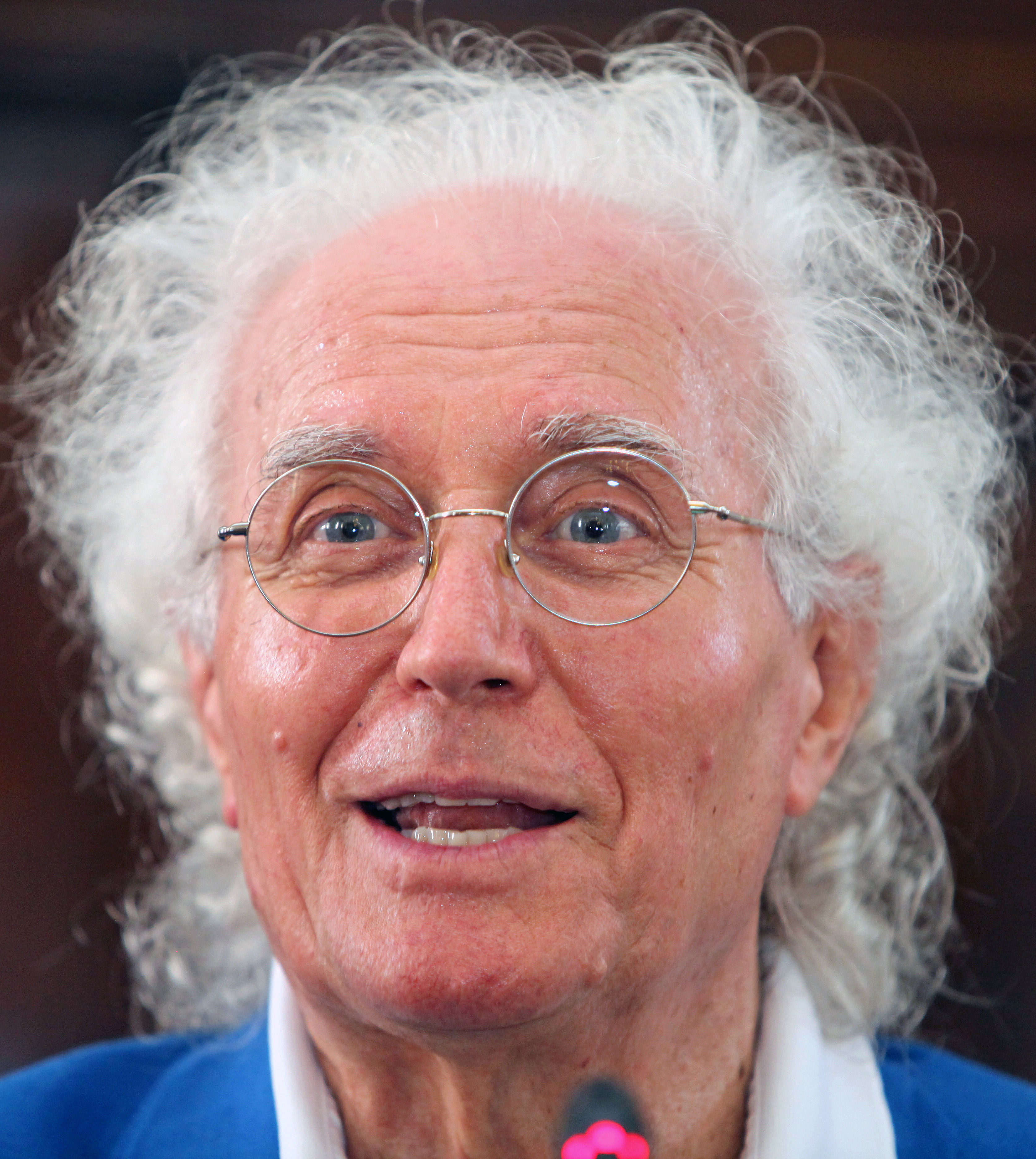
Luciano Benetton

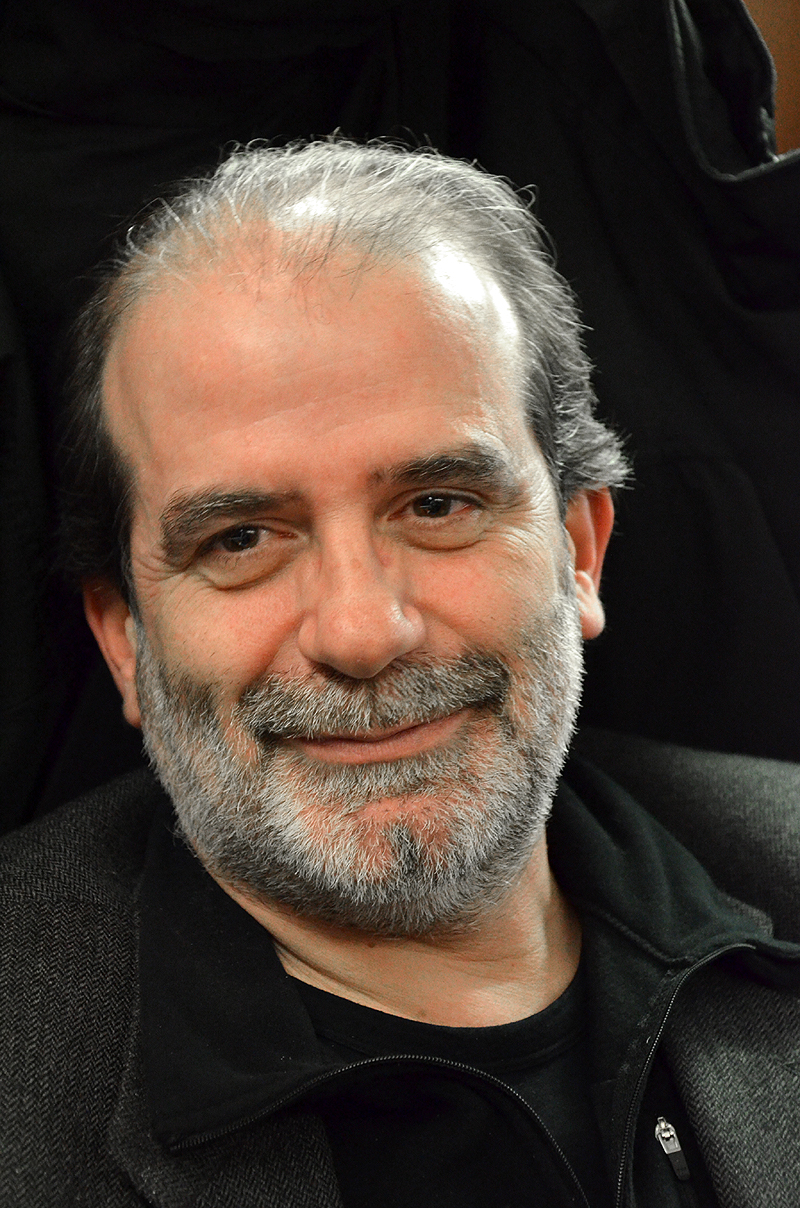
Andrea Marcon

### Bis 1899
- Benedikt XI. (1240–1304), Papst der katholischen Kirche (1303–1304)
- Bartholomäus Querini (vor 1287–1307), römisch-katholischer Bischof von Trient
- Niccolò de’ Rossi (≈1290–nach 1348), Dichter und Jurist
- Francesco Bissolo (≈1470–1554), Maler
- Giovan Battista Ramusio (1485–1557), Humanist, Historiker und Geograph
- Girolamo da Treviso (vermutlich ≈1497–1544), Maler und Bildhauer
- Paris Bordone (≈1500–1570/1571), Maler
- Sergio Pola (1674–1748), römisch-katholischer Bischof von Famagusta
- Domenico Dalla Bella (≈1680–≈1740), Cellist und Komponist
- Giambattista Crosato (1697–1758), Maler und Bühnenbildner des Rokoko
- Rambaldo degli Azzoni Avogaro (1719–1790), katholischer Geistlicher, Heimatforscher und Numismatiker
- Edoardo Tiretta (1731–1809), Abenteurer, Architekt, Mathematiker, meist in Bengalen tätig
- Carlo Lasinio (1759–1838), Zeichner und Kupferstecher
- Paolo Pola (1773–1841), Dichter und Opernlibrettist
- Domenico Agostini (1825–1891), Kardinal der römisch-katholischen Kirche
- Luigia Codemo (1828–1898), Schriftstellerin
- Pier Andrea Saccardo (1845–1920), Botaniker (Mykologe)
- Giuseppe Toniolo (1845–1918), Wirtschaftshistoriker, Soziologe
- Rodolfo Renier (1857–1915), Romanist und Literaturwissenschaftler
- Louis von Giacomelli (1858–1918), Architekt und Bauingenieur
- Luigi Vianello (1862–1907), Bauingenieur
- Arturo Martini (1889–1947), Bildhauer
- Luigi Stefanini (1891–1956), Philosoph und Pädagoge
- Giovanni Comisso (1895–1969), Schriftsteller
- Cesco Baseggio (1897–1971), Schauspieler

### 1900–1950
- Alberto Ancilotto (1903–1971), Kurzfilmregisseur
- Pietro Pavan (1903–1994), Theologe und Kardinal der römisch-katholischen Kirche
- Emma Baron (1904–1986), Schauspielerin
- Giuseppe Caron (1904–1998), Politiker, Vizepräsident der EWG-Kommission
- Alfredo Bruniera (1906–2000), Kurienerzbischof der römisch-katholischen Kirche
- Bruno Visentini (1914–1995), Politiker und Manager
- Leonida Rosino (1915–1997), Astronom
- Roberto Bruni (1916–1996), Schauspieler
- Luigi Bettazzi (1923–2023), römisch-katholischer Bischof
- Marco Antonio Mandruzzato (1923–1969), Fechter
- Luciano Vincenzoni (1926–2013), Drehbuchautor
- Luigi De Marchi (1927–2020), Filmregisseur, Drehbuchautor und Maler
- Antonino Rocca (1928–1977), Wrestler
- Cesare Pinarello (1932–2012), Bahnradsportler
- Franco Prete (1933–2008), Schriftsteller und Verleger
- Luciano Benetton (* 1935), Unternehmer
- Renato Casaro (* 1935), Maler und Illustrator
- Nazzareno Zamperla (1937–2020), Schauspieler und Stuntman
- Luis Morao Andreazza (* 1939), emeritierter römisch-katholischer Bischof
- Francesco Lanata (1940–2018), Diplomat
- Francesco Tullio Altan (* 1942), Comiczeichner
- Renzo Sambo (1942–2009), Ruderer
- Primo Baran (* 1943), Ruderer
- Mariarosa Dalla Costa (* 1943), Politikwissenschaftlerin und Feministin
- Kuki Gallmann (* 1943), Autorin
- Carlo Nordio (* 1947), Politiker und Staatsanwalt
- Giovanni Battista Coletti (* 1948), Fechter
- Margherita Mussi (* 1948), Prähistorikerin
- Gian Paolo Gobbo (* 1949), Politiker

### Ab 1951
- Giuliano Carmignola (* 1951), Violinist
- Mirco Zuliani (* 1953), General der Luftstreitkräfte
- Adriano Cevolotto (* 1958), römisch-katholischer Geistlicher, Bischof von Piacenza-Bobbio
- Giovanni Renosto (* 1960), Radrennfahrer
- Marco Goldin (* 1961), Kunsthistoriker
- Andrea Marcon (* 1963), Organist, Cembalist und Dirigent
- Alessandro Benetton (* 1964), Unternehmer
- Andrea Zanoni (* 1965), Politiker
- Giorgio Furlan (* 1966), Radsportler
- Alessandra Basso (* 1967), Politikerin
- Rocco Benetton (* 1969), Unternehmer
- David Borelli (* 1971), Politiker
- Lara Favaretto (* 1973), Künstlerin
- Enrico Calesso (* 1974), Dirigent
- Chiara Simionato (* 1974), Eisschnellläuferin
- Denis Marconato (* 1975), Basketballspieler
- Luigi Sartor (* 1975), Fußballspieler
- Marco Carraretto (* 1977), Basketballspieler
- Federico Casagrande (* 1980), Jazzmusiker
- Curzio Pentimalli (* 1982), Architekt
- Matteo Tagliariol (* 1983), Degenfechter
- Marco Barbon (* 1989), Chorleiter und Dirigent
- Matteo Ton (* 1990), Fußballspieler
- Soraya Paladin (* 1993), Radrennfahrerin
- Margherita Bianchin (* 1995), Beachvolleyballspielerin
- Rebecca Borga (* 1998), Sprinterin
- Giovanni Lazzaro (* 2003), Mittelstreckenläufer

## Berühmte Einwohner von Treviso
- Heinrich von Bozen (≈1215–1350), Stadtpatron von Bozen
- Giovanni Aurelio Augurello (≈1456–1524), Humanist, Dichter und Alchemist
- Francesco Beccaruzzi (≈1492–≈1563), Maler
- Jacopo Riccati (1676–1754), Mathematiker
- Giovanni Marchiori (1696–1778), Bildhauer
- Vincenzo Riccati (1707–1775), Mathematiker
- Ercole III. d’Este (1727–1803), Adeliger, Sohn des Herzogs Francesco III. d’Este
- Maria Bertilla Boscardin (1888–1922), Heilige
- Flavio Calzavara (1900–1981), Filmregisseur und Drehbuchautor
- Omobono Tenni (1905–1948), Motorradrennfahrer
- Bruno Pasut (1914–2006), Komponist, Chorleiter und Dirigent
- Giovanni Pinarello (1922–2014), Radrennfahrer und Unternehmer
- Nico Naldini (1929–2020),  Schriftsteller und Dokumentarfilmer

## Mit sonstiger Beziehung zur Stadt
- Adolphe Édouard Casimir Joseph Mortier  (1768–1835), von Napoleon Bonaparte zum französischen Herzog von Treviso ernannt